# Leonel da Silva Araujo
Leonel Da Silva Araujo, hay Leonel (sinh ngày 5 tháng 7 năm 1986) là một cầu thủ bóng đá. Hiện tại anh là thủ môn thi đấu cho Đội tuyển bóng đá quốc gia Đông Timor.